# Gåsinge-Dillnäs distrikt
Gåsinge-Dillnäs distrikt är ett distrikt i Gnesta kommun och Södermanlands län. 
Distriktet ligger nordväst om Gnesta.

## Tidigare administrativ tillhörighet
Distriktet inrättades 2016 och utgörs av socknarna Gåsinge och Dillnäs (efter 1941 Gåsinge-Dillnäs) i Gnesta kommun.
Området motsvarar den omfattning Gåsinge-Dillnäs församling hade vid årsskiftet 1999/2000 och som den fick 1941 när socknarnas församlingar gick samman.